# Marres (museum)
Stichting Marres, Huis voor Hedendaagse Cultuur, kortweg Marres, is een museum voor hedendaagse kunst in de Nederlandse stad Maastricht.
Het programma van Marres richt zich op de zintuigelijke ervaring van hedendaagse kunst, dat naast beeldende kunst ook uit design, mode, muziek en recentelijk eet- en geurcultuur bestaat. De instelling profileert zich hierbij nadrukkelijk als kunsthuis voor hedendaagse cultuur door ook het restaurant Marres Kitchen en de tuin in haar programmering te betrekken.

## Naam
Het kunsthuis is genoemd naar het brouwersgeslacht Marres dat in de 20e eeuw drie generaties lang als laatste familie in het pand aan de Capucijnenstraat woonde. Het logo van het museum, een gestileerd schild met drie waterleliebladeren ('meerbladeren' of pompeblêd), verwijst direct naar het wapen van deze familie, dat drie waterleliebladeren in het familiewapen voert.

## Geschiedenis

### Voorgeschiedenis
Het herenhuis Capucijnenstraat 98 is vermoedelijk omstreeks 1680 gebouwd in opdracht van de toenmalige magistraat Henricus Thisius van Ingenop, van 1702 tot 1704 Luiks burgemeester van Maastricht. Het huis met tuin had een oppervlakte van 1.815 vierkante meter en was achtereenvolgens eigendom van het geslacht Van der Maesen (1713-1788), hoofdinspecteur Adrien Roberti (omstreeks 1842) en de brouwersfamilie Bemelmans (1873-1903). Vanaf 1903 werd het huis bewoond door Edmond Marres en zijn gezin, die het geërfd/gekocht had van zijn grootmoeder Anna Maria Bemelmans. Edmond was brouwer en eigenaar van de brouwerij Marres-Ceulen. Deze bevond zich verderop in de Capucijnenstraat, gelegen in de tuin van het pand Grote Gracht 60-60A. Het pand Capucijnenstraat 96 bleef daarna drie generaties lang in het bezit van de familie Marres. Pierre Marres verkocht het uiteindelijk in 1964 aan de Limburgse academie voor bouwkunst. Het gebouw werd in 1966 een rijksmonument. Het werd naar ontwerp van Piet Satijn (1927-1995) gerestaureerd en uitgebreid. Het werd eind 1970 door de academie betrokken.
De gevel van het gebouw kreeg in 1995 haar oorspronkelijke roze kleur terug. Anno 2023 is de gevel wit.

### Ontwikkeling van het museum
In 1998 werd het herenhuis verhuurd aan wat toen nog het Centrum Beeldende Kunst Maastricht genoemd werd. Het pand werd onder leiding van Frédérique Bergholtz geschikt gemaakt voor het houden van exposities. Met de oprichting van het kunstcentrum werden zowel het huis als de 18e-eeuwse tuin openbaar toegankelijk.
Enkele jaren later werd de naam Marres geïntroduceerd, een verwijzing naar de laatste bewoners van het pand waarin de instelling gehuisvest is.
Guus Beumer, die in 2005 Bergholtz opvolgde als museumdirecteur, heeft na strijd met het Rijk en de Raad voor Cultuur, Marres in 2009 in de subsidieregeling Culturele Basisinfrastructuur van het Rijk gekregen. Valentijn Byvanck, de derde directeur, wist sinds zijn aanstelling in 2013 een groter publiek te bereiken. Sindsdien richt het kunsthuis zich in haar programmering met het thema training the senses vooral op de zintuigen.
In 2013 opende Marres een eigen restaurant, Marres Kitchen. Datzelfde jaar volgde aan de museumnaam de aanvulling 'Huis voor Hedendaagse Cultuur'.

## Beschrijving faciliteiten

### Het herenhuis
Het herenhuis aan de Capucijnenstraat 98 waarin een deel van Marres is gevestigd, is een rijksmonument, beschreven als een 18e-eeuws woonhuis met een brede lijstgevel van vijf traveeën. De symmetrische gevel is opgetrokken in baksteen, die wit geschilderd is, voorzien van een plint en vensteromlijstingen met blokwerk van Naamse steen. De vensterkruisen en middenstijlen zijn later weggebroken. De centraal in de gevel geplaatste entree heeft een kroonlijst op consoles in Lodewijk XVI-stijl. Boven de voordeur bevond zich een Frans balkon, dat later vervangen is door een gewoon venster.

### De naastgelegen panden
Naast het herenhuis Marres liggen twee smallere panden die eveneens in gebruik zijn door het museum. De drie panden tezamen delen het adres Capucijnenstraat 98. In de 19e eeuw, mogelijk nog tot ver in de 20e eeuw, waren dit afzonderlijke percelen met verschillende eigenaren. Het is niet bekend wanneer de samenvoeging heeft plaatsgevonden. Het middelste pand, aangeduid als Capucijnenstraat 98 (perceel 5325), is een gemeentelijk monument. Het pand wordt omschreven als een 19e-eeuws woonhuis met een stucgevel die grijs geschilderd is. De vensters op de begane grond zijn vernieuwd; die op de eerste en tweede verdieping bezitten nog de oorspronkelijke gestucte omlijstingen met eveneens gestucte sluitstenen en, alleen op de bovenste verdieping, gestucte lambrequins. Op de begane grond van dit pand, gedeeltelijk in een nieuw aangebouwd gedeelte aan de tuinzijde, is het restaurant Marres Kitchen gevestigd. Deze 'doos' is tussen 1964 en 1993 door de Limburgse bouwacademie als maquettekamer aan het complex toegevoegd. In het meest linkse pand, grenzend aan Capucijnenstraat 106, bevindt zich een rondbogige poort die toegang biedt tot het restaurant en de tuin. Dit pand heeft geen monumentale status.

### De tuin
De tuin achter Marres is te bereiken via de poort in het linker pand van Capucijnenstraat 98. De circa duizend vierkante meter grote tuin is de grootste openbare stadstuin van Maastricht. De tuin bevat fruitbomen, een moestuin en kruidenbedden. Achterin staat een ijshuisje, waarin vroeger ijsblokken bewaard werden om bier en bederfelijke etenswaren te koelen. Dit huisje wordt thans gebruikt voor de programmering van diverse activiteiten van Marres.
De tuin bevat voorts een terras dat door de Marres Kitchen bestierd wordt.

### Marres Kitchen
Marres Kitchen bevindt zich op de begane grond in de linkervleugel van het pand en is via de tuin te bereiken. Het biedt een mediterrane en oosterse keuken. Na jarenlang onder leiding van de Syrische chef-kok Maher Al Sabbagh gestaan te hebben, is de keuken aan Farid Zaman overgedragen.

## Programmering
In Marres wordt gepoogd het grote publiek op onconventionele manieren met kunst in aanraking te brengen. Middels workshops, lezingen, performances, tentoonstellingen en interactie wordt veelal ingespeeld op alle zintuigen (zicht, smaak, reuk, gevoel, gehoor, etc.). Hierbij wordt nadrukkelijk gebruikgemaakt van de specifieke eigenschappen van faciliteiten, zoals de tuin, het ijshuisje, het restaurant en de ruimtes in het pand zelf. Hiermee wordt in Marres veelal een plaatsgebonden ervaring gecreëerd.

### Eenmalige tentoonstellingen
- Being together (2001), met Maria Pask.[25]
- The Floor is Lava (2008)[26]
- Het masker moet gedanst hebben (2013)[27]
- The Relativity of Matter (2015-2016)[28] van Levi van Veluw
- Notes on Creativity (2016) van Ferran Adrià
- The Painted Bird (2017)
- Dreaming Awake (2018)
- Museum Motus Mori (2019) van Katja Heitmann[29]
- The Waves (2019) van Espen Sommer Eide.[30]
- History’s Footnote (2020)
- Elements (2021)[31]
- Kolkata: Run in the Alley (2022)[32][33]
- Táctica Sintáctica (2023)[34][35]

### Periodiek terugkerende projecten
- De Onzichtbare Collectie. Een groeiende (digitale) verzameling kunstverhalen waarin kunstkenners en amateurs over een bepaald kunstwerk vertellen.
- Currents[36]
- Limburg Biënnale (2020, 2022)[37][38]